# Kudowa-Zdrój

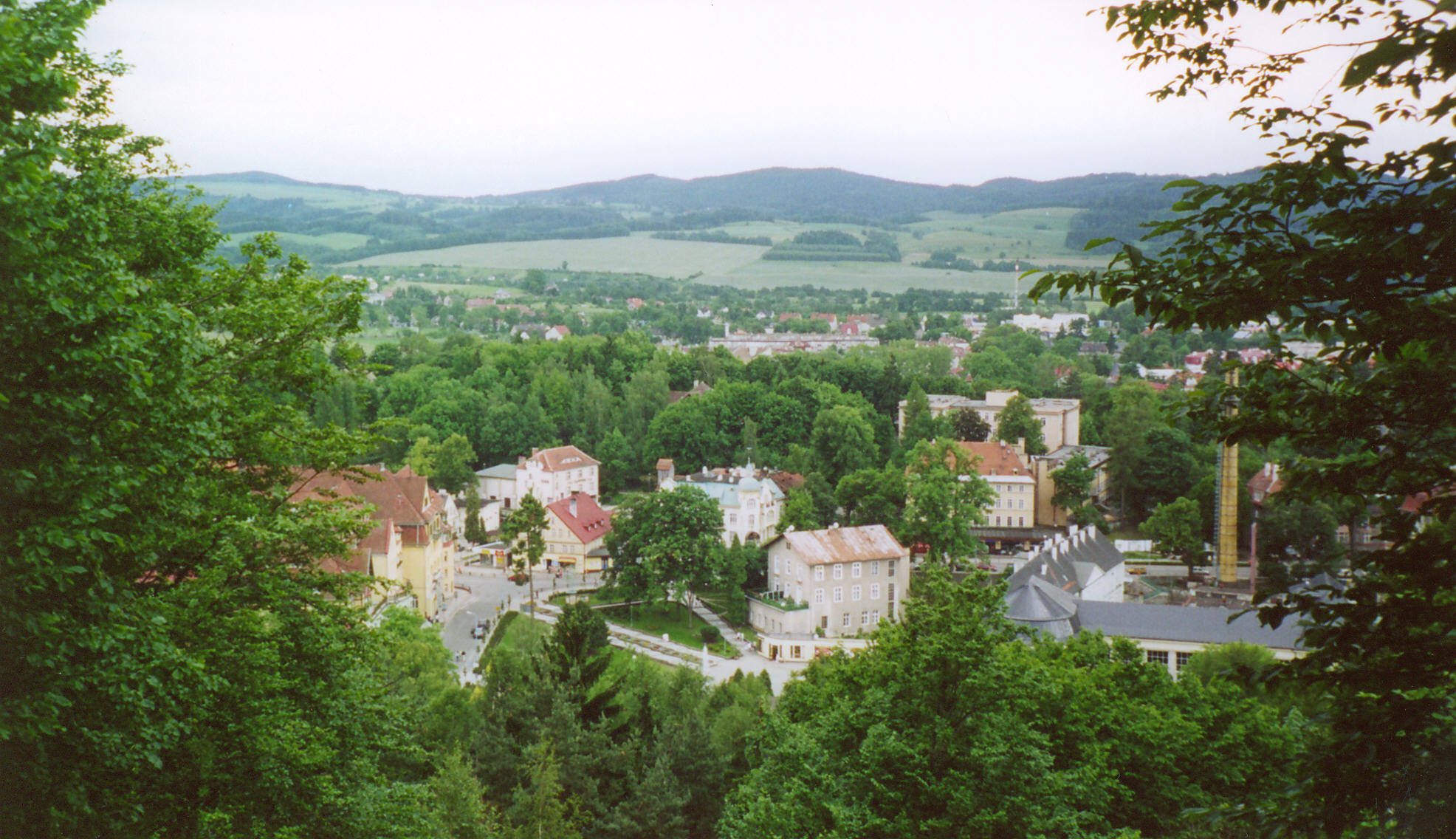
Blick vom Schlossberg (Góra Parkowa) auf den Ort

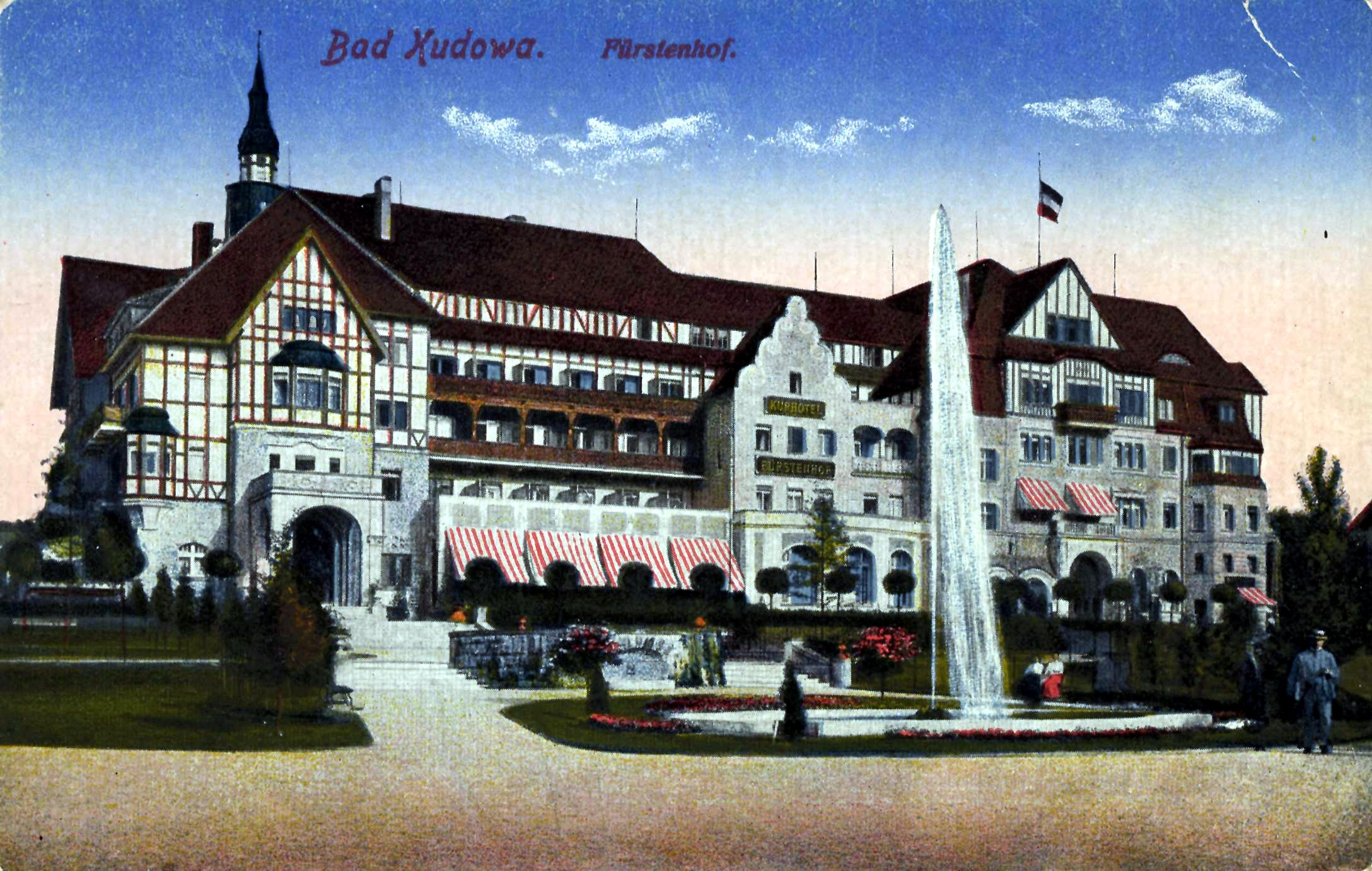
Hotel Fürstenhof, um 1910 (seit 1945 Polonia)

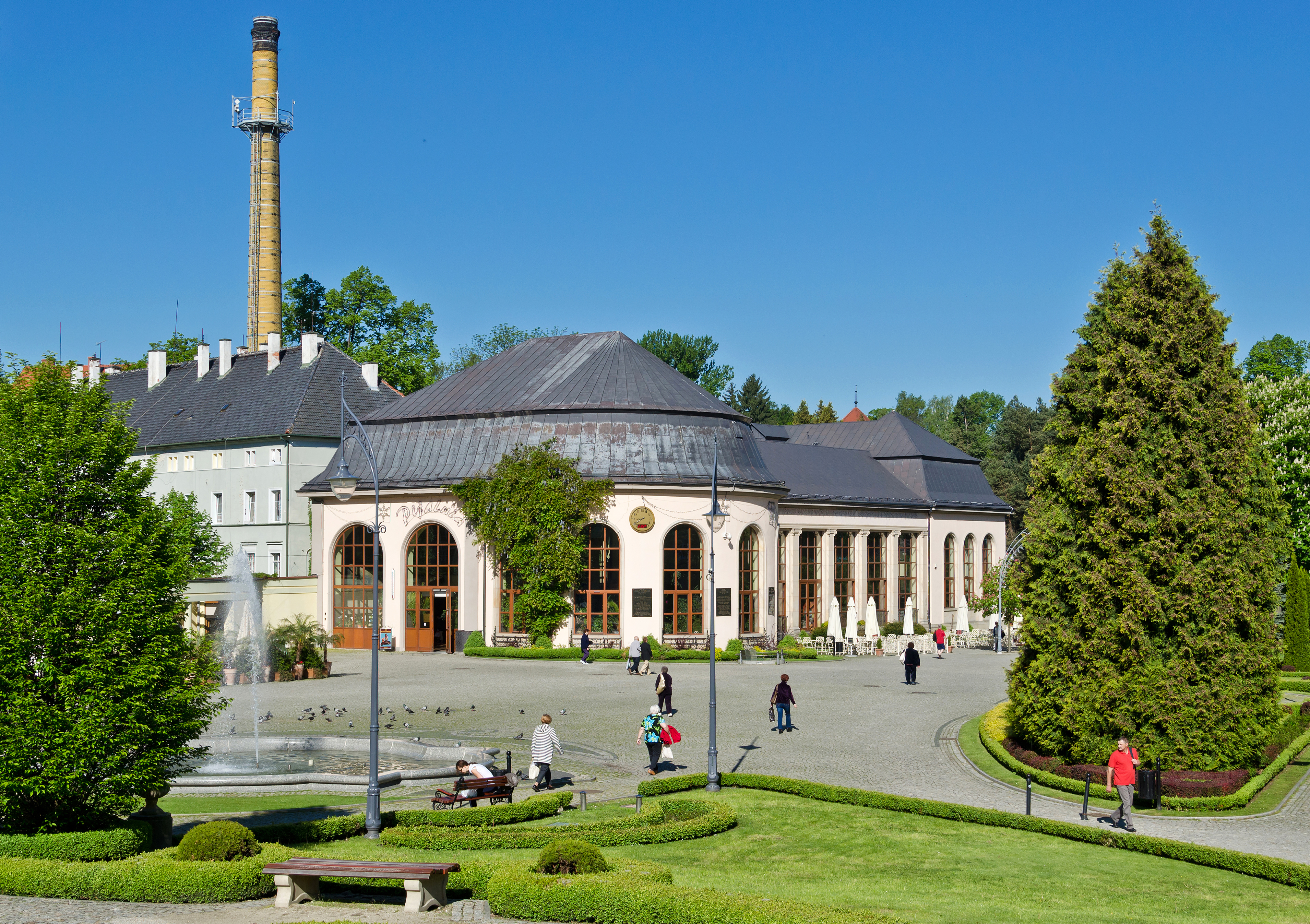
Trink- und Wandelhalle (Aufnahme von 2014)

Kudowa-Zdrój [kuˈdɔva ˈzdruɪ̯] (deutsch: Bad Kudowa, älter auch Bad Cudowa, tschechisch Chudoba auch Lázně Chudoba) ist ein Kurort im Powiat Kłodzki der Woiwodschaft Niederschlesien in Polen. Es ist eines der ältesten Heilbäder des Glatzer Landes und Niederschlesiens. Historisch gehörte es zum Böhmischen Winkel.

## Geographie
Kudowa-Zdrój liegt am Fuße des Heuscheuergebirges in einem nach Süden geöffneten Tal, nahe der tschechischen Grenze. Durch seine Lage an der Europastraße 67, die Breslau mit Prag verbindet, ist es verkehrsmäßig gut erschlossen. Im Ortsteil Słone befindet sich ein Grenzübergang, der über die Metuje (Mettau) zu dem Nachoder Stadtteil Běloves führt. Kudowa und seine Umgebung sind der einzige nennenswerte Teil Polens (neben dem Dorf Okrzeszyn weiter nordwestlich), der zur Elbe und damit zur Nordsee hin entwässert.

## Vom Dorf zur Stadt
Kudowa entstand an der Stelle der erloschenen Siedlung „Lipoltow“, die urkundlich erstmals 1477 erwähnt wurde und zur Herrschaft Nachod im Königgrätzer Kreis gehörte. Damals gliederte Herzog Heinrich d. Ä., dem seit 1472 die Herrschaften Nachod und Hummel sowie die Grafschaft Glatz gehörten, das Kirchspiel Tscherbeney, zu dem Lipoltow gehörte, in die Herrschaft Hummel und diese im selben Jahr in seine Grafschaft Glatz ein. Die Ortsbezeichnung „Chudoba“ ist erstmals für das Jahr 1560 belegt und bedeutet im Tschechischen Armut. Der Ort war klein und unbedeutend und lag im oberen Teil des Tales. Seine Geschichte ist eng mit der Gutsherrschaft Tscherbeney verbunden, zu der es von Anfang an gehörte. Erst mit der Entdeckung der Mineralquellen im Jahre 1580 nahm das Dorf Kudowa einen langsamen Aufschwung. Um diese Zeit gelangte es zusammen mit der Gutsherrschaft Tscherbeney an die protestantischen Herren von Stubenberg, die es ihrer Herrschaft Neustadt an der Mettau inkorporierten. Nach der Schlacht am Weißen Berge wurden die Herren von Stubenberg 1620 enteignet, die Ortschaft gelangte für kurze Zeit an die Herrschaft Neustadt an Albrecht von Waldstein und danach an dessen Schwager Adam Erdmann Graf Trčka. Nach beider Tod 1634 wurden die schottischen Grafen von Leslie Besitzer von Neustadt an der Mettau und damit auch der Gutsherrschaft Tscherbeney.
Nach dem Ersten Schlesischen Krieg 1742 und endgültig mit dem Hubertusburger Frieden 1763 fiel Kudowa zusammen mit der Grafschaft Glatz an Preußen. Damit war die jahrhundertelange politische Zugehörigkeit zu Böhmen beendet. Der preußische König Friedrich der Große brachte Kudowa ein besonderes Interesse entgegen. Er besuchte es 1765 und ließ das Brunnenwasser untersuchen. Die Loslösung von der Herrschaft Neustadt an der Mettau erfolgte im Jahre 1785, als die Gutsherrschaft Tscherbeney an den Freiherrn Michael von Stillfried-Rattonitz (1730–1796) auf Neurode verkauft wurde. Er und sein Sohn Reichsgraf Johann Joseph von Stillfried-Rattonitz (1762–1805) bemühten sich um einen planmäßigen Ausbau der Quellen und Kuranlagen. An der Stelle des ehemaligen Jagdschlosses wurde das neue Schloss errichtet, und auf dem Schlossberg wurde die evangelische Kapelle gebaut. Die rege Bautätigkeit sicherte vielen Handwerkern und Arbeitern über Jahre hinweg ein Einkommen.
Die Neugliederung Preußens führte dazu, dass Kudowa 1815 in die Provinz Schlesien, und damit in den Landkreis Glatz eingegliedert wurde. Ein wirtschaftlicher Aufschwung erfolgte ab 1819 unter dem Landschaftsdirektor Sigismund Adolf von Götzen und dessen Bruder Generalleutnant Friedrich Wilhelm von Götzen d. J. Da die Brüder kinderlos starben, erbte ihr Neffe Anton Graf von Magnis (1786–1861) die Besitzungen. Dessen Eltern waren Anton Alexander von Magnis und Louise von Götzen, eine Schwester der Brüder Sigismund Adolf und Friedrich Wilhelm. 1863 war Kudowa im Besitz des Unternehmers Eduard von Kramsta. Die Trennung von der Gutsherrschaft Tscherbeney erfolgte im Jahre 1873, als Freiherr von Otterstedt den Anteil Tscherbeney verkaufte und nur Kudowa behielt. Durch den nachfolgenden mehrmaligen Besitzwechsel wurde jedoch die wirtschaftliche Entwicklung einige Jahre gehemmt.
Große Verdienste um den Aufschwung Kudowas erwarb sich der Arzt Amand Ferdinand Nentwig, der seit 1844 als Bade- und Brunnenarzt tätig war und 1862 zum Königlichen Sanitätsrat ernannt wurde. Wegen der vorbildlichen Leitung des Lazaretts, das während des Deutschen Krieges von 1866 in Kudowa für die Verwundeten der Schlacht bei Nachod eingerichtet worden war, erhielt er den Königlichen Kronenorden. Der nachfolgende Badearzt Johannes Jacob behandelte auch Herzkranke mit natürlichen kohlensauren Bädern der hiesigen Quellen erfolgreich, was ab 1870 zur offiziellen Bezeichnung Herzheilbad Kudowa führte. Nun wurde es über Deutschland hinaus bekannt und von vielen ausländischen Kurgästen aufgesucht. Mit der Eröffnung der Heuscheuerstraße 1871 nahm der Fremdenverkehr deutlich zu. Großen Schaden richtete 1888 eine Überschwemmung nach einem Wolkenbruch an, die das ganze Tal in einen See verwandelte.
Im Jahre 1904 wurde Kudowa, das damals 792 Einwohner zählte, eine selbstständige Landgemeinde. Im selben Jahr wurde die Aktiengesellschaft Kudowa gegründet, die mit einer umfassenden Planung und ihrer wirtschaftlichen Kraft große Investitionen ermöglichte. Mit der Eröffnung der Bahnstrecke Glatz–Kudowa-Sackisch 1905 nahm die Anzahl der Kurgäste und Erholungssuchenden noch einmal deutlich zu. In den nachfolgenden Jahren erhielt Kudowa elektrisches Licht, Wasserleitungen und ein Kanalisationsnetz. Die Gehsteige und Straßen wurden gepflastert und eine Straßenbeleuchtung installiert. Die Gemeinde baute ein Krankenhaus, ein Feuergerätehaus und ein Gemeindeamtsgebäude mit Zentralheizung. Die AG Kudowa verfolgte einen großzügigen Ausbau der Kuranlagen und Kurhäuser. Die Badehäuser wurden mit den modernsten hygienischen und badetechnischen Einrichtungen ausgestattet. Auch das luxuriöse Hotel Fürstenhof (nach 1945 Hotel Polonia) und die komfortablen Sanatorien und Villen stammen aus dieser Zeit.
1915 wurde der Amtsbezirk Kudowa gebildet, der aus der Landgemeinde Kudowa bestand. 1920 stieg Kudowa zum Kurbad auf und wurde deshalb in „Bad Kudowa“ umbenannt.
Im selben Jahr erwarb die Gebrüder Martin und Paul Polka O.H.G. die AG Kudowa und veranlasste den Bau der Trink- und Wandelhalle mit dem Konzertsaal und einer neuen Orchestermuschel im Kurpark. Die Gemeinde, der bis dahin ein besoldeter Gemeinde- und Amtsvorsteher vorstand, errichtete Ende der 1920er Jahre Arbeiterwohnhäuser und eine Gemeindebücherei.
Als Folge des Zweiten Weltkriegs fiel Kudowa 1945 wie fast ganz Schlesien an Polen und erhielt zunächst den Namen Chudobice-Zdrój, und kurze Zeit danach Kudowa-Zdrój. Die deutsche Bevölkerung wurde, soweit sie nicht schon vorher geflohen war, 1946 zum größten Teil ausgewiesen. Nicht ausgewiesen wurden Deutsche, die für das Funktionieren der Wirtschaft und des Kurbetriebs erforderlich waren. Die neu angesiedelten Bewohner waren teilweise Zwangsumgesiedelte aus Ostpolen, das an die Sowjetunion gefallen war. 1946 wurde Kudowa-Zdrój zur Stadt erhoben und gleichzeitig nach Zakrze (Sackisch) eingemeindet. Der Kurbetrieb wurde verstaatlicht und – zum Teil unter Einsatz der nicht vertriebenen bisherigen einheimischen deutschen Arbeiter, Handwerker und Kurärzte – wieder aufgenommen. Für die Kinder dieser Deutschen aus Kudowa und den umliegenden Dörfern wurde 1947 in der ul. Buczka eine tschechischsprachige Schule eingerichtet. Sie wurde ab dem Schuljahr 1952 auf Drängen der Schülereltern als deutschsprachige Schule im Ortsteil Zakrze bis 1961 weitergeführt. Zudem gab es in den 1950er Jahren eine deutsche Kulturgruppe in Kudowa. Dank der Bemühungen des damaligen Kurdirektors Wacław Kaniewski fand 1962 das erste Moniuszko-Festival statt, das seitdem jährlich veranstaltet wird. In den Jahren 1975 bis 1998 gehörte Kudowa-Zdrój zur Woiwodschaft Wałbrzych (Waldenburg).
Nach dem Ende der kommunistischen Herrschaft erfolgte nach 1990 eine Privatisierung der Sanatorien, Hotels und anderer Einrichtungen. Mehrere Villen wurden im Stil der Erbauungszeit renoviert. Im Jahr 2002 wurde ein neues Hallenbad eröffnet. Restaurierte und neu gebaute Kureinrichtungen empfangen nun wieder Kurgäste aus aller Welt.

## Kurbetrieb

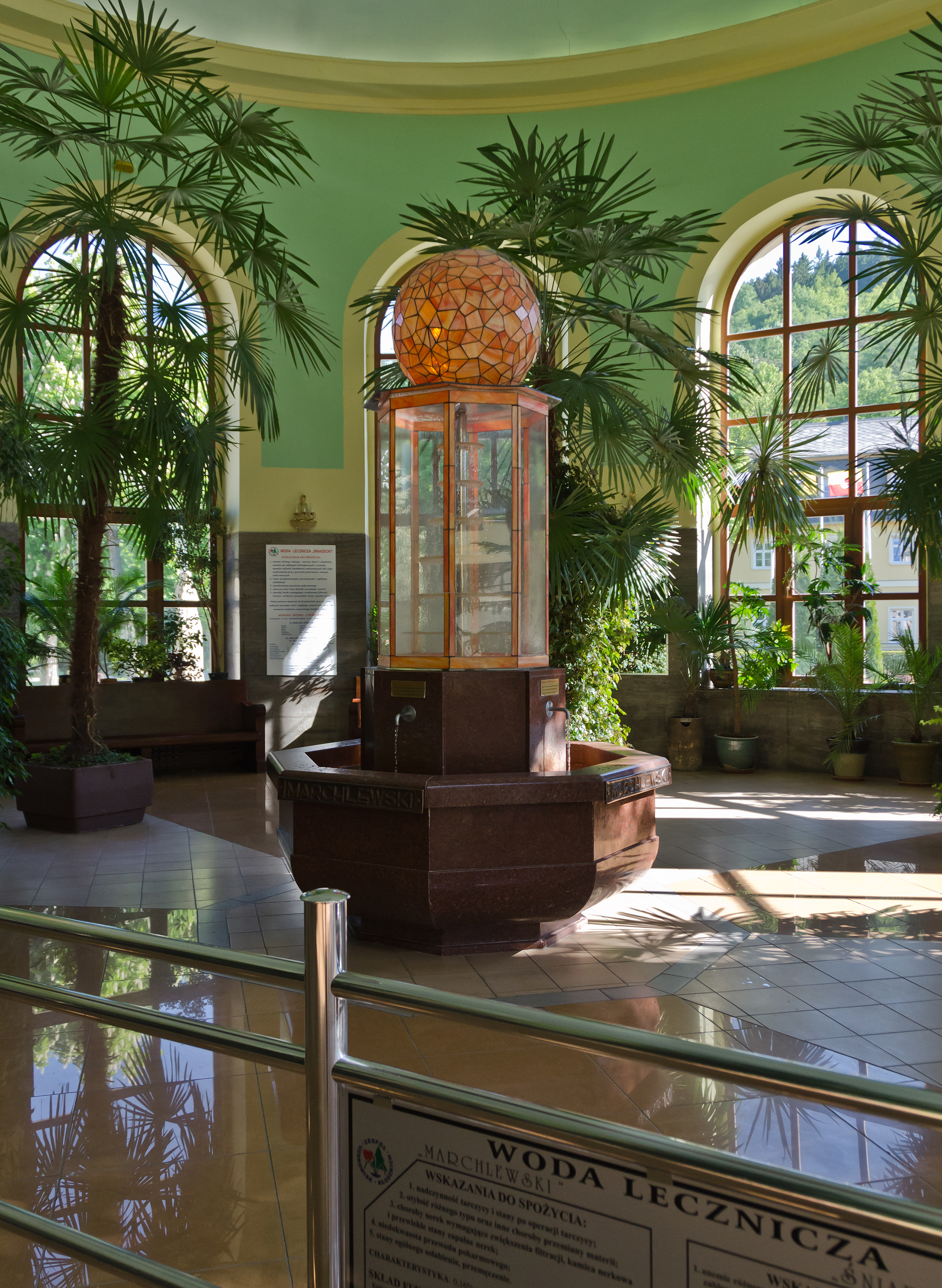
Brunnen in der Trinkhalle

Die heilende Wirkung der Quellen von Kudowa ist seit etwa 1580 bekannt. 1636 soll es schon ein hölzernes Badehaus besessen haben, das als „Tscherbeneyer Bad“ (tschechisch: Čermenské Lazně) bezeichnet wurde. 1694 und 1705 wurden die Quellen als die stärksten Sauerbrunnen der Grafschaft Glatz bezeichnet. Ende des 18. Jahrhunderts wurde der Sauerbrunnen in Berliner Apotheken zu Haustrinkkuren verkauft und jährlich etwa 18.000 Flaschen davon nach Brandenburg, Schlesien und Böhmen geliefert.
Kudowa besitzt zwei Trinkquellen und drei Badequellen. Der Oberbrunnen, ein alkalischer Säuerling, wurde bereits 1622 zu Bädern benutzt. Die erst 1887 entdeckte Gottholdquelle ist stark lithium- und radiumhaltig. Die Heilquellen wurden durch den Arzt Hufeland so beschrieben: „Kudowa besitzt einen Reichtum an kohlensaurem Gas, das alle mir bekannten Stahlwasser übertrifft.“

## Heilanzeigen und Klima
Arterienverkalkung, Morbus Basedow, Blutkrankheiten, Erschöpfungszustände, Herz-Kreislauferkrankungen, Rheuma, Stoffwechselerkrankungen u. a. Durch seine vom Norden geschützte Lage und den Waldreichtum wird dem Klima ebenfalls eine Heilwirkung zugeschrieben.

## Kurpark

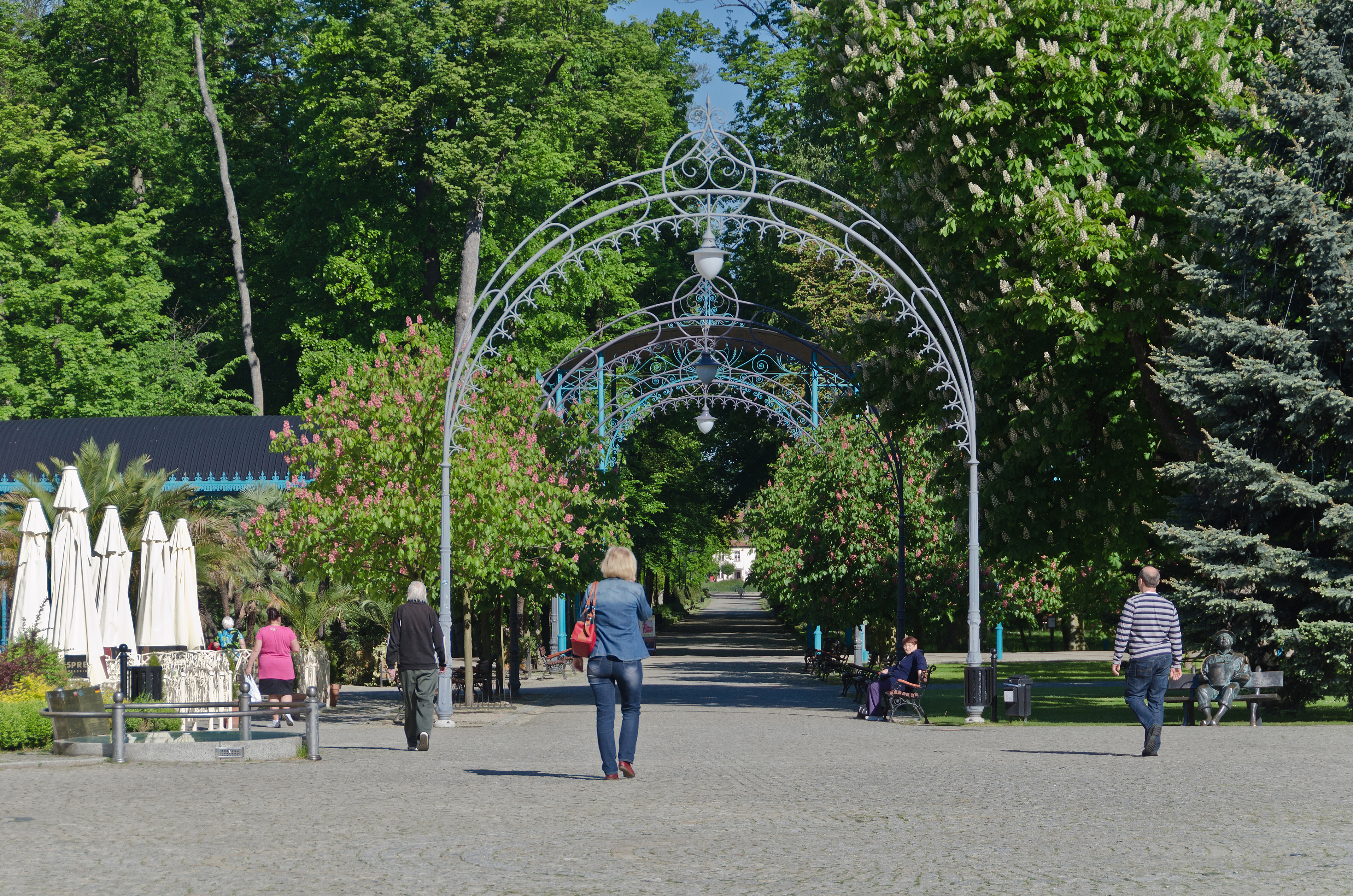
Blick in den Kurpark

Der weiträumige Kurpark (Park Zdrojowy) wurde durch Trockenlegung des ursprünglich sumpfigen Tals von den Grafen von Götzen angelegt und ständig erweitert und vervollkommnet. In ihm wachsen viele seltene Bäume, z. B. Buchen, Silber-Pappeln, Weymouthskiefern, Edeltannen und uralte Eiben, aber auch Rhododendron und andere Zierpflanzen. Die Kurpromenade durchquert den Kurpark und zieht sich etwa einen Kilometer lang bis zum Kurteich (Hammerteich). Im Park befinden sich eine Orchestermuschel und eine überdachte Promenade aus Holz im Stil der Bäderarchitektur aus dem Anfang des 20. Jahrhunderts. Die Badehäuser und die Trink- und Wandelhalle mit Konzertsaal liegen unmittelbar am Park.

## Kirchliche Zugehörigkeit

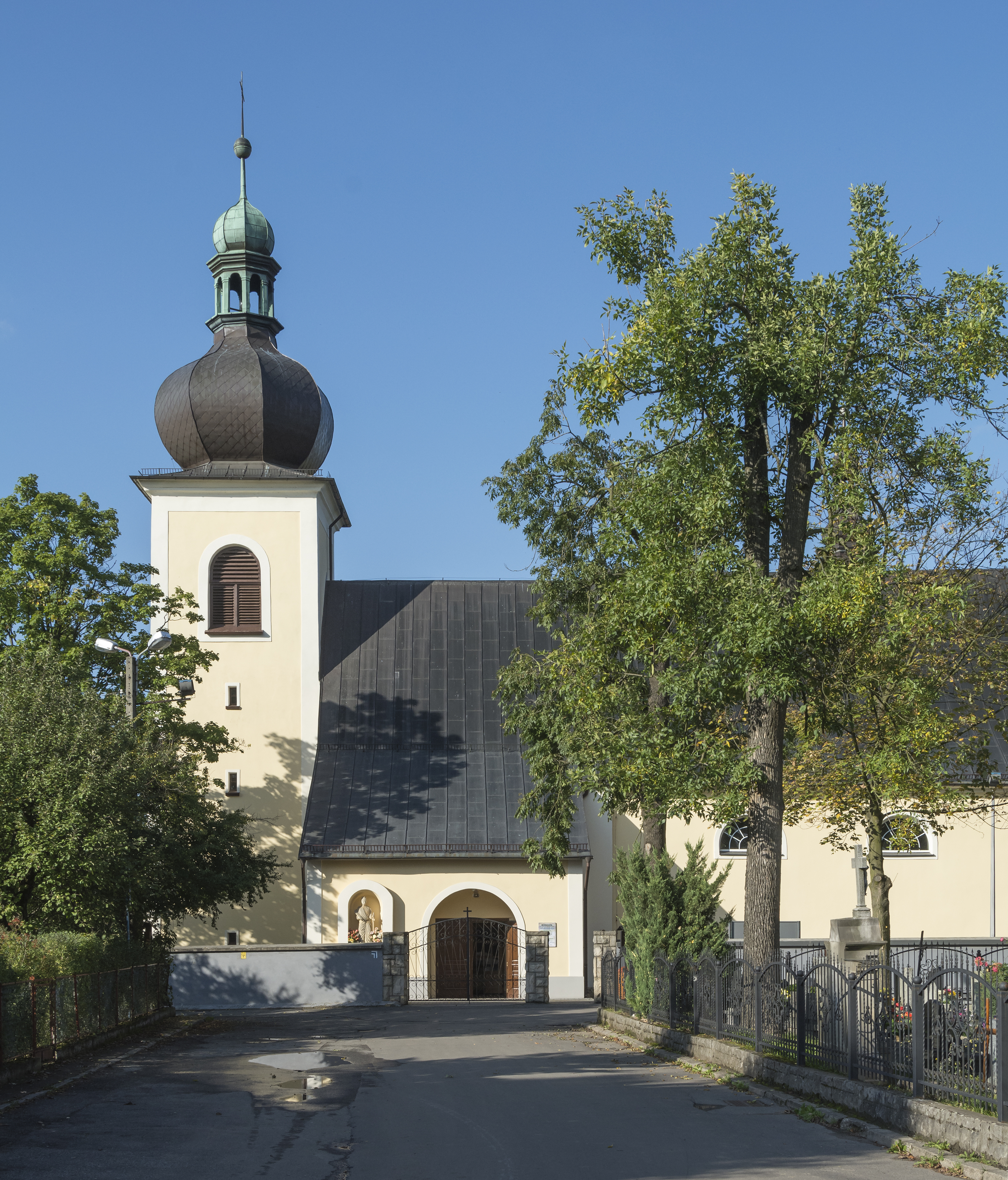
St.-Katharina-Kirche in Zakrze, errichtet 1680, Glockenturm 1713

Seit Bestehen gehörte Kudowa zum Kirchspiel St. Bartholomäus in Tscherbeney/Grenzeck. Kapellen für katholische Sonntagsgottesdienste in Kudowa gab es seit 1906 im Marienheim (Graue Schwestern) und in der Villa Diana (Mägde Mariens). Nach der Eingemeindung von Zakrze nach Kudowa 1946 wurde die dortige Kuratiekirche St. Katharina (Kościół św. Katarzyny) zur Pfarrkirche erhoben, zu der auch Kudowa-Zdrój gehörte. Mit dem Neubau der Kirche der Barmherzigkeit Gottes (Kościół Miłosierdzia Bożego) 1972 ist Kudowa nunmehr selbstständige Pfarrei. Die Filialkirchen der Ortsteile Brzozowie und Słone gehören zur Pfarrkirche St. Barholomäus in Czermna.

## Bauwerke und Landschaft

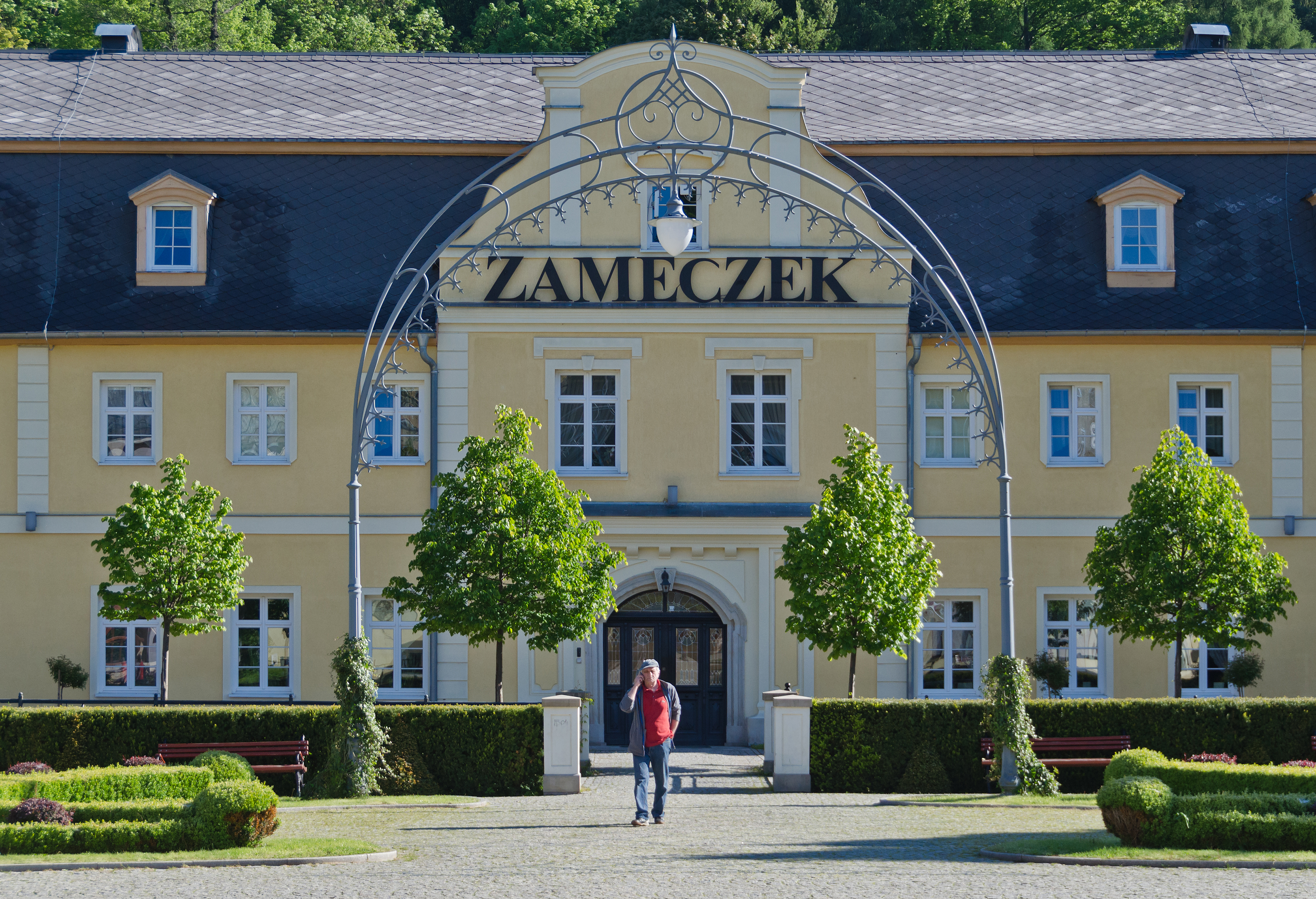
Barockschloss (Zameczek) aus dem Ende des 18. Jahrhunderts

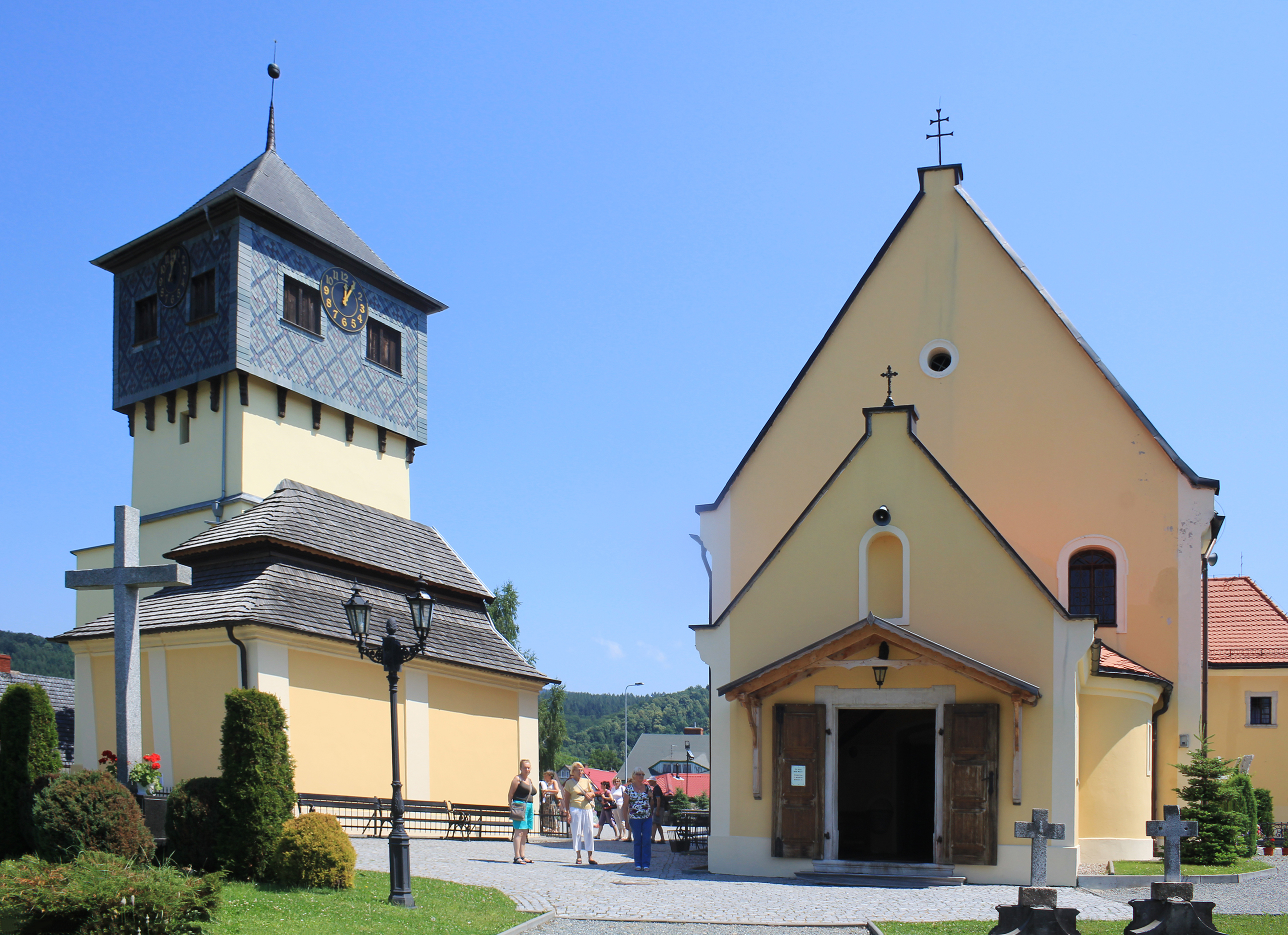
Kirche und Schädelkapelle von Czermna

- Das im Park gelegene Barockschloss (seit 1945 Zameczek) wurde Ende des 18. Jahrhunderts von Joseph Graf von Stillfried an der Stelle eines abgebrannten Jagdschlosses errichtet. Von den nächsten Besitzern, den Grafen Götzen, wurde es mit allen Annehmlichkeiten neuzeitlicher Wohnkultur ausgestattet.
- Das Kurhotel Polonia (bis 1945 Fürstenhof), das um 1906 von der Aktiengesellschaft Kudowa errichtet worden und von Anfang an Mittelpunkt des gesellschaftlichen Kurlebens war, ist ein repräsentativer Bau mit über 120 Zimmern, eleganten Gesellschaftsräumen, großen Kursälen, Kurtheater und Restaurationsräumen. Im Jahr 1921 beherbergte es den späteren britischen Premierminister Winston Churchill.[11]
- Die Trink- und Wandelhalle wurde 1931 fertiggestellt. Die Gemälde zur Geschichte des Bades schuf 1942–1943 der Wiener Maler Arpad von Molnar.
- Die Kirche der hl. Katharina (Kościół św. Katarzyny) im Ortsteil Zakrze wurde 1680, der Glockenturm 1713 erbaut. Die spätbarocke Innenausstattung stammt aus der zweiten Hälfte des 18. Jahrhunderts.
- Oberhalb vom Kurpark liegt der Schlossberg (Góra Parkowa, auch Sternberg oder Stammberg; tschechisch Vítková hora) der durch Spazierwege erschlossen ist. Mitten im Wald befindet sich die evangelische Kapelle aus dem Jahre 1797 mit einem Friedhof, auf dem die Grafen Götzen bestattet wurden.

Des Weiteren sind erwähnenswert:
- Heuscheuergebirge
- Wilde Löcher (Błędne skały)
- Kirche und Schädelkapelle (Kaplica czaszek) in Czermna
- Pstrążna mit Freilichtmuseum (Skansen)
- Marienwallfahrtsstätte „Zur schmerzhaften Muttergottesim Grünen Tal“ (Leśna Kapliczka Matki Boskiej Bolesnej) bei Słone. Sie wurde nach Entwurf des Architekten Joseph Elsner senior gebaut. Der Altar stammt aus seinen Münchner Werkstätten und wurde von ihm gespendet; ebenso die Glocke und eine Marienstatue[12].
- Stadt Náchod und Schloss Náchod in Tschechien

## Stadtgliederung
Zur Stadtgemeinde Kudowa-Zdrój gehören die Ortsteile
- Brzozowie (Brzesowie, 1924–1945: Birkhagen)
- Bukowina Kłodzka (Bukowine, 1937–1945: Tannhübel)
- Czermna (Tscherbeney, 1937–1945: Grenzeck)
- Jakubowice (Jakobowitz, 1937–1945: Wachtgrund)
- Pstrążna (Straußeney, 1937–1945: Straußdörfel)
- Słone (Schlaney, 1937–1945: Schnellau)
- Zakrze (Sackisch).

## Partnerstädte
- Hronov, Tschechien
- Horn-Bad Meinberg, Deutschland
- Eine Partnerschaft besteht auch mit dem Verein Kudowa & Kultur e. V. aus der Kudowastraße in Berlin.

## Persönlichkeiten

### Söhne und Töchter der Stadt
- Jan Koplowitz (1909–2001), deutscher Schriftsteller, seit 2001 Ehrenbürger von Kudowa-Zdrój
- Heinz Hillmann (1934–2025), deutscher Germanist
- Horst Kuss (* 1936), deutscher Historiker und Geschichtsdidaktiker
- Robert Loddenkemper (1939–2023), deutscher Mediziner und Pneumologe
- Christine Friebe-Baron (* 1945), deutsche feministische evangelische Theologin und Autorin
- Ralf Thenior (* 1945), deutscher Schriftsteller

### Persönlichkeiten, die vor Ort gewirkt haben
- Anna Bernard (1865–1938), deutsche Schriftstellerin, lebte und verstarb in Bad Kudowa
- Franz Gescher (1884–1945), Theologe und Jurist, verstarb in Bad Kudowa
- Fritz Bracht (1889–1945), Gärtner und NSDAP-Gauleiter, verstarb in Bad Kudowa